# عثمانوفسکی
عثمانوفسکی (انگلیسی: Usmanovsky) یک شهرک در شهرستان بوزدیاکسکی باشقیرستان کشور روسیه است.